# Андре Абегглен
Андре Абегглен (фр. André Abegglen, 7 березня 1909, Женева, Швейцарія — 8 листопада 1944, Цюрих, Швейцарія) — швейцарський футболіст, що грав на позиції нападника, зокрема, за клуб «Серветт», а також національну збірну Швейцарії. По завершенні ігрової кар'єри — тренер.
Дворазовий чемпіон Франції. Володар Кубка Франції. Триразовий чемпіон Швейцарії.

## Клубна кар'єра
У футболі дебютував 1924 року виступами за команду «Кантональ Невшатель», в якій провів два сезони, взявши участь у 10 матчах чемпіонату.
Згодом з 1926 по 1937 рік грав у складі команд «Грассгоппер», «Етуаль Каруж», «Кантональ Невшатель», «Грассгоппер» та «Сошо». Протягом цих років виборов титул чемпіона Франції, ставав володарем Кубка Франції, чемпіоном Швейцарії (двічі).
Своєю грою за останню команду привернув увагу представників тренерського штабу клубу «Серветт», до складу якого приєднався 1937 року. Відіграв за женевську команду наступні п'ять сезонів своєї ігрової кар'єри. Більшість часу, проведеного у складі «Серветта», був основним гравцем атакувальної ланки команди. У складі «Серветта» був одним з головних бомбардирів команди, маючи середню результативність на рівні 0,61 голу за гру першості. За цей час додав до переліку своїх трофеїв ще один титул чемпіона Швейцарії.
Завершив професійну ігрову кар'єру у клубі «Ла Шо-де-Фон», за команду якого виступав протягом 1942—1944 років.

## Виступи за збірну
1927 року дебютував в офіційних матчах у складі національної збірної Швейцарії. Протягом кар'єри у національній команді, яка тривала 17 років, провів у її формі 52 матчі, забивши 29 голів.
У складі збірної був учасником двох мундіалей:
- чемпіонату світу 1934 року в Італії, де зіграв проти Нідерландів (3-2)[4] і Чехословаччини (2-3)[5];
- чемпіонату світу 1938 року у Франції, де зіграв в обох матчах проти Німеччини (1-1)[6] і (4-2)[7] і проти Угорщини (0-2)[8].

## Кар'єра тренера
Розпочав тренерську кар'єру, ще продовжуючи грати на полі, 1935 року, очоливши тренерський штаб клубу «Сошо».
1937 року став головним тренером команди «Серветт», тренував женевську команду п'ять років.
Останнім місцем тренерської роботи був клуб «Ла Шо-де-Фон», головним тренером команди якого Андре Абегглен був з 1942 по 1944 рік.
Помер 8 листопада 1944 року на 36-му році життя.

## Титули і досягнення

### Командні
- Чемпіон Франції (2):

«Сошо»: 1934–1935; 1937–1938
- Володар Кубка Франції (1):

«Сошо»: 1936–1937
- Чемпіон Швейцарії (3):

«Грассгоппер»: 1926–1927; 1930–1931
«Серветт»: 1939–1940

### Особисті
- Найкращий бомбардир Чемпіонату Франції: 1934–1935 (30)